# Garry McDonald
Garry George McDonald (Sídney, 30 de octubre de 1948) es un actor australiano, conocido por sus participaciones en televisión y teatro.

## Biografía
Es hijo de Reuben McDonald y Mora McDonald.
Estudió en la prestigiosa escuela australiana National Institute of Dramatic Art "NIDA".
En 2003 fue galardonado como Oficial de la Orden de Australia por sus servicios a la comunidad ayudando a la sensibilización hacia los problemas de salud mental y los efectos de los trastornos de ansiedad y depresión en los enfermos y los cuidadores, así como su contribución a las artes como actor.
Gary sufre de depresión y ansiedad de las cuales habla abiertamente. Es miembro de la Junta de Beyoundblue, una iniciativa australiana sobre la depresión y es patrón de la Fundación de Trastornos de Ansiedad australiana (Anxiety Disorders Foundation).
Fue muy buen amigo de la fallecida actriz australiana Ruth Cracknell.
El 13 de abril de 1971, se casó con la actriz Diane Craig, a quien conoció durante la producción de Let's Get A Divorce. La pareja ha tenido dos hijos: el productor y director David McDonald, y la actriz Kate McDonald (1974).

## Carrera
En 1984 se unió al elenco principal de la serie Mother and Son, donde interpretó al editor y periodista de un periódico Arthur Beare, el joven hijo de Maggie Beare (Ruth Cracknell) y hermano de Robert Beare (Henri Szeps) hasta el final de la serie en 1994.
En 1997 se unió al elenco de la serie Fallen Angels, donde dio vida a Malcolm Lucas.
En 2009 se unió al elenco de la película A Model Daughter: The Killing of Caroline Byrne, donde interpretó a Tony Byrne el padre de Caroline Byrne, una joven modelo australiana que desaparece y cuyo cuerpo es encontrado en el fondo de un acantilado.
En 2011 interpretó a Lord Emerson Blackwood en la película de horror Don't Be Afraid of the Dark. En 2012 se unió al elenco de la serie Offspring, donde interpreta al doctor Phillip Noonan, el padre biológico de Nina Proudman (Asher Keddie).

## Filmografía

### Series de televisión
| Año             | Título                        | Personaje            | Notas                           |
| --------------- | ----------------------------- | -------------------- | ------------------------------- |
| 2012 - presente | Offspring                     | Dr. Phillip Noonan   | 33 episodios                    |
| 2012            | Rake                          | Lawrence Fenton      | episodio "R vs. Fenton"         |
| 2006            | Two Twisted                   | Norm                 | episodio "Finding Frank"        |
| 2005            | Mary Bryant                   | Reverendo Johnson    | miniserie                       |
| 2003            | Bad Cop, Bad Cop              | Howard Mays          | episodio "Here Comes the Son"   |
| 2001            | Love Is a Four-Letter Word    | Tom Mattingly        | 8 episodios                     |
| 1999            | Chuck Finn                    | Tony Rigatoni        | episodio "The Big Picture"      |
| 1999            | All Saints                    | Dave Armstrong       | 2 episodios                     |
| 1999            | Halifax f.p.                  | Alex Goodson         | episodio "Someone You Know"     |
| 1998            | Medivac                       | Ernie Sharp          | 4 episodios                     |
| 1997            | Fallen Angels                 | Malcolm Lucas        | 20 episodios                    |
| 1996            | Fire                          | Det. Mike Lucas      | 2 episodios                     |
| 1994            | G.P.                          | Garry "Gazza" Weller | episodio "Breakfast with Gazza" |
| 1984 - 1994     | Mother and Son                | Arthur Beare         | 42 episodios                    |
| 1991            | Eggshells                     | Frank Rose           | -                               |
| 1985            | Winners                       | Freddie Brooks       | episodio "Top Kid"              |
| 1982            | Spring & Fall                 | Max Lawrence         | episodio "Jimmy Dancer"         |
| 1981            | Gunston's Australia           | Norman Gunston       | -                               |
| 1975            | The Norman Gunston Show       | Norman Gunston       | 17 episodios                    |
| 1975            | Matlock Police                | Stan Smith           | episodio "The Grass Is Greener" |
| 1975            | Wollongong the Brave          | Norman Gunston       | -                               |
| 1974            | Homicide                      | Davo                 | episodio "Bill"                 |
| 1974            | Flash Nick from Jindavick     | Capitán Magpie       | -                               |
| 1973            | The Aunty Jack Show           | Norman Gunston       | 6 episodios                     |
| 1973            | The Comedy Game               | -                    | 2 episodios                     |
| 1972            | Snake Gully with Dad and Dave | Dave Rudd            | 8 episodios                     |
| 1972            | Over There                    | -                    | -                               |
| 1967            | You Can't See Round Corners   | -                    | -                               |

### Películas
| Año  | Título                                          | Personaje           | Notas                                                                                                |
| ---- | ----------------------------------------------- | ------------------- | --- |
| 2012 | Being Venice                                    | Arthur              | junto a Alice McConnell, Simon Stone, Katie Wall, Henry Nixon & James Mackay                         |
| 2011 | Burning Man                                     | Doctor Burguess     | junto a Matthew Goode, Bojana Novakovic, Essie Davis, Rachel Griffiths, Kerry Fox & Anthony Hayes    |
| 2010 | Don't Be Afraid of the Dark                     | Emerson Blackwood   | junto a Katie Holmes, Guy Pearce, Bailee Madison, Jack Thompson, Alan Dale & Julia Blake             |
| 2009 | A Model Daughter: The Killing of Caroline Byrne | Tony Byrne          | junto a David Lyons, Cariba Heine, Tiriel Mora, Gyton Grantley, Lewis Fitz-Gerald & Indiana Evans    |
| 2007 | The King                                        | Nicky Whitta        | junto a Stephen Curry, Shaun Micallef, Steve Bisley & Bernard Curry                                  |
| 2006 | Stepfather of the Bride                         | Ari                 | junto a Alex Dimitriades, William McInnes, Noni Hazlehurst & Georgie Parker                          |
| 2006 | BlackJack: Dead Memory                          | James               | junto a Marta Dusseldorp, David Field, Colin Friels, Daniel MacPherson & Erik Thomson                |
| 2005 | Marti's Party                                   | Martin              | corto - junto a Diane Craig, Joan Sydney & Peter Moon                                                |
| 2003 | The Rage in Placid Lake                         | Doug Lake           | junto a Rose Byrne, Miranda Richardson, Toby Schmitz & Nathaniel Dean                                |
| 2002 | Rabbit-Proof Fence                              | Mr. Neal            | junto a Deborah Mailman, Jason Clarke, Kenneth Branagh & Roy Billing                                 |
| 2001 | Moulin Rouge!                                   | Doctor              | junto a Ewan McGregor, Nicole Kidman, Jim Broadbent, Richard Roxburgh & John Leguizamo               |
| 2000 | Mr. Accident                                    | Kelvin Chevalier    | junto a Helen Dallimore, David Field, Grant Piro, Felix Williamson & Pippa Grandison                 |
| 1992 | The Other Side of Paradise                      | Johnson             | junto a Terence Bayler, Hywel Bennett, Josephine Byrnes & Jay Laga'aia                               |
| 1990 | Struck by Lightning                             | Ollie Rennie        | junto a Brian Vriends, Catherine McClements, Henry Salter & Syd Brisbane                             |
| 1987 | The Place at the Coast                          | Dan Burroughs       | junto a John Hargreaves, Heather Mitchell, Julie Hamilton & Ray Meagher                              |
| 1987 | Those Dear Departed                             | Max Falcon          | junto a Pamela Stephenson, Marian Dworakowski & Ritchie Singer                                       |
| 1985 | Wills & Burke                                   | Robert O'Hara Burke | junto a Kim Gyngell, Peter Collingwood, Jonathan Hardy, Nicole Kidman & Chris Haywood                |
| 1985 | Banduk                                          | Mr. Kool            | junto a Banula Marika, Joan Winchester & Yalumul Marika                                              |
| 1983 | Molly                                           | Jones               | junto a Claudia Karvan & Reg Lye                                                                     |
| 1982 | Ginger Meggs                                    | Mr. John Meggs      | junto a Drew Forsythe, Ross Higgins, Gwen Plumb, John Wood & Hugh Keays-Byrne                        |
| 1982 | The Pirate Movie                                | Sargento Inspector  | junto a Kristy McNichol, Christopher Atkins & Maggie Kirkpatrick                                     |
| 1977 | The Picture Show Man                            | Lou                 | junto a Rod Taylor, John Meillon, John Ewart & Judy Morris                                           |
| 1975 | Picnic at Hanging Rock                          | Oficial Jones       | junto a Helen Morse, Kirsty Child, Tony Llewellyn-Jones, Jacki Weaver, Rachel Roberts & John Jarratt |
| 1975 | Games for Parents & Other Children              | -                   | junto a John Clayton, Colleen Fitzpatrick & Melissa Jaffer                                           |
| 1974 | Stone                                           | Mecánico            | junto a Ken Shorter, Sandy Harbutt & Deryck Barnes                                                   |
| 1973 | Avengers of the Reef                            | Ayudante de Updike  | junto a Simon Drake, Biu Rarawa, Tim Elliott & Noel Ferrier                                          |

### Director y escritor
| Año         | Título                  | Notas                   |
| ----------- | ----------------------- | ----------------------- |
| 2001 - 2002 | Stones In His Pockets   | obra - director         |
| 1975        | The Norman Gunston Show | 15 episodios - escritor |

### Apariciones
| Año  | Título           | Notas                                     |
| ---- | ---------------- | ----------------------------------------- |
| 2002 | Australian Story | episodio "Happy as Garry: Garry McDonald" |

### Teatro
| Año         | Título                          | Personaje      | Director (a)      | Teatro                | Notas                                                            |
| ----------- | ------------------------------- | -------------- | ----------------- | --------------------- | ---------------------------------------------------------------- |
| 2011        | November                        | -              | Adam Cook         | State Theatre         | junto a Peter Michell, Barbara Lowing & Michael Habib            |
| 2011        | Hamlet                          | Polonius       | Simon Phillips    | Sumner Theatre        | junto a Ewen Leslie, Brian Vriends & Lachlan Woods               |
| 2011        | Don Parties On                  | Don            | Robyn Nevin       | -                     | junto a Georgia Flood, Tracy Mann & Diane Craig                  |
| 2007, 2010  | Halpern & Johnson               | Dennis Johnson | Mark Kilmurry     | Ensemble Theatre      | junto a Henri Szeps                                              |
| 2010        | The Grenade                     | -              | Peter Evans       | Drama Theatre         | junto a Belinda Bromilow, Eloise Mignon & Genevieve Picot        |
| 2008, 2009  | Guys and Dolls                  | Nathan Detroit | Jamie Lloyd       | Princess Theatre      | junto a Lisa McCune, Shane Jacobson e Ian Stenlake               |
| 2008        | The Hypocrite                   | Orgon          | Peter Evans       | -                     | junto a Nicholas Bell, Kim Gyngell & Mandy McElhinney            |
| 2007        | Who's Afraid of Virginia Woolf? | -              | Peter Evans       | -                     | junto a Alison Bell, Wendy Hughes & Stephen Phillips             |
| 2006        | Uncle Vanya                     | -              | -                 | -                     | junto a Bridget Walters                                          |
| 2005, 2006  | The Give and Take?              | Don            | -                 | Drama Theatre         | junto a Drew Forsythe, Alyssa McClelland y Rupert Reid           |
| 2005        | Two Brothers                    | -              | Simon Phillips    | Civic Theatre         | junto a Caroline Brazier, Hamish Michael & Diane Craig           |
| 2004        | Amigos                          | -              | Jennifer Flowers  | Riverside Theatre     | junto a Wendy Hughes & Tony Llewellyn-Jones                      |
| 1999, 2002  | Laughter on the 23rd Floor      | -              | Adam Cook         | -                     | junto a Matthew Newton, Damon Herriman & Susan Prior             |
| 2001        | Up for Grabs                    | -              | Gale Edwards      | Drama Theatre         | junto a Tina Bursill, Helen Dallimore & Felix Williamson         |
| 1997        | Little Shop of Horrors          | -              | David Atkins      | Lyric Theatre         | junto a Christine Anu, David Atkins & Mitchell Butel             |
| 1995 - 1996 | Double Act                      | -              | Alan Becher       | Ford Theatre          | junto a Diane Craig                                              |
| 1988        | Loot                            | -              | Richard Wherrett  | Wharf Theatre         | junto a Ralph Cotterill, Linda Cropper, Wayne Moran & Mark Neal  |
| 1996        | Aladdin                         | -              | Edgar Metcalfe    | State Theatre         | junto a Paul Blackwell, Wayne Kermond & Don Reid                 |
| 1994        | Hotspur                         | -              | Simon Phillips    | Drama Theatre         | junto a Ruth Cracknell, Celia de Burgh & Rob Steele              |
| 1992        | Much Ado About Nothing          | -              | Wayne Harrison    | -                     | junto a Ron Haddrick, John Howard, Angie Milliken & Pamela Rabe  |
| 1989        | Speed-the-Plow                  | -              | Neil Armfield     | Russell St. Theatre   | junto a Steve Bisley & Kaarin Fairfax                            |
| 1989        | Don's Party                     | -              | Graeme Blundell   | Athenaeum Theatre     | junto a Steve Bisley, Gia Carides y Deborah Kennedy              |
| 1988        | Loot                            | -              | Richard Wherrett  | Wharf Theatre         | junto a Ralph Cotterill, Linda Cropper y Wayne Moran             |
| 1988        | Emerald City                    | -              | Richard Wherrett  | Lyric Theatre         | junto a Ruth Cracknell, Max Cullen, Andrea Moor & Robyn Nevin    |
| 1987        | Sugar Babies                    | -              | Ernest Flatt      | Her Majesty's Theatre | junto a Bruce Barry, Marty Coffey & Barry Rugless                |
| 1986        | The Floating World              | -              | Richard Wherrett  | Drama Theatre         | junto a Melissa Jaffer, Marcus O'Loughlin & Stephen Whittaker    |
| 1982        | On Our Selection                | -              | Graeme Blundell   | Athenaeum Theatre     | junto a Tommy Dysart, Colette Mann & Anne Phelan                 |
| 1977        | Young Mo                        | -              | Richard Wherrett  | Nimrod St. Theatre    | junto a Gary Cosham, Willie Fennell & Sue Walker                 |
| 1973        | Aurora Australis                | -              | Jacqueline Kott   | Australian Theatre    | junto a Bill Charlton, June Collis, Ron Haddrick & Martin Harris |
| 1972        | The Mavis McMahon Show          | -              | James Fishburn    | Macleay Theatre       | junto a Gordon Chater, Marion Edward y Frank Ward                |
| 1972        | Measure For Measure             | -              | John Bell         | Nimrod St. Theatre    | junto a Kevin Jackson, Edward Ogden & John Wood                  |
| 1971        | Lasseter                        | -              | -                 | Parade Theatre        | junto a John Waters, Melissa Jaffer, Drew Forsyth & Helen Morse  |
| 1971        | The National Health or Nurse... | -              | Philip Hedley     | Parade Theatre        | junto a Neil Fitzpatrick, Drew Forsythe y Ron Haddrick           |
| 1971        | The Man of Mode                 | -              | Richard Wherrett  | Parade Theatre        | junto a Anne Haddy, Melissa Jaffer, Diane Craig & Helen Morse    |
| 1971        | As You Like It                  | -              | Jim Sharman       | Parade Theatre        | junto a Terry Bader, John Hargreaves, Diane Craig & Ken Shorter  |
| 1970        | The Legend of King O'Malley     | -              | John Bell         | Theatre Royal         | junto a Kate Fitzpatrick, Sandy Gore, Robyn Nevin & Willy Young  |
| 1969        | Tell Tale                       | -              | Peter Collingwood | AMP Theatrette        | junto a June Collis & Tony Ingersent                             |
| 1968        | Circus Adventure                | -              | Peter Collingwood | AMP Theatrette        | junto a Norman Hodges, Peter Rowley & Jacki Weaver               |
| 1968        | Tango                           | -              | -                 | Independent Theatre   | junto a Kate Fitzpatrick & Betty Lucas                           |
| 1968        | Mrs. Dalley has a Lover         | -              | -                 | AMP Theatrette        | junto a Doreen Warburton                                         |
| 1968        | Terror Australis                | -              | Jim Sharman       | Jane St. Theatre      | junto a Helen Morse, Peter Rowley & Jennifer West                |
| 1968        | Childermas                      | -              | John Clark        | -                     | junto a Peter Collingwood, Ron Graham & John Krummel             |
| 1968        | King Lear                       | -              | Robin Lovejoy     | -                     | junto a Ron Graham, Kirsty Child & Jennifer West                 |

## Premios y nominaciones
| Año  | Categoría                             | Premio                              | Película                                        | Resultado |
| ---- | ------------------------------------- | ----------------------------------- | ----------------------------------------------- | --------- |
| 2010 | Best Lead Actor in a Television Drama | AFI Award                           | A Model Daughter: The Killing of Caroline Byrne | Nominado  |
| 2010 | Most Outstanding Actor                | Silver Logie Award                  | A Model Daughter: The Killing of Caroline Byrne | Nominado  |
| 2003 | Best Supporting Actor - Male          | FCCA Award                          | The Rage in Placid Lake                         | Nominado  |
| 1997 | Hall of Fame                          | Gold Logie Award                    | -                                               | Ganador   |
| 1994 | Most Outstanding Actor                | Silver Logie Award                  | Mother and Son                                  | Ganador   |
| 1982 | Best Actor in a Supporting Role       | AFI Award                           | The Pirate Movie                                | Nominado  |
| 1976 | Best Character                        | George Wallace Memorial Logie Award | Norman Gunston                                  | Ganador   |
| 1976 | Best Character                        | Gold Logie Award                    | Norman Gunston                                  | Ganador   |